# Edward Orton
Edward Francis Baxter Orton (Deposit, 9 marzo 1829 – Columbus, 16 ottobre 1899) è stato un geologo statunitense.

## Biografia
Laureatosi all'Hamilton College di Clinton nel 1848, ha insegnato a Erie nell'omonima contea e, successivamente, a Franklin nella contea di Delaware. Interessatosi maggiormente alla storia naturale nel 1852 ha partecipato ad un corso di specializzazione presso l'Università di Harvard. Quindi, nel 1856 è stato docente di storia naturale prima alla Scuola Normale di Albany, poi in un'Accademia della contea di Orange, dove è rimasto sino al 1865, anno nel quale si è trasferito al college di Yellow Springs in Ohio.   
Dal 1873, e fino alla morte, è stato professore di geologia all'Università statale dell'Ohio. Del predetto ateneo è stato il primo presidente, carica che ha retto sino al 1881. Dal 1882 ha anche lavorato presso l'Ufficio geologico dell'Ohio. Nel campo della geologia, si è occupato in particolare di questioni stratigrafiche e idrologiche. 
È stato fra i fondatori della Società Geologica d'America, che ha presieduto nel 1897. Gli è stata intitolata la Orton Hall, un edificio, costruito nel 1893 nel campus dell'Università dell'Ohio, che ospita la Scuola delle scienze della Terra